# Brasão de armas do Tibete
O Emblema do Tibete é um símbolo do governo tibetano no exílio. Combina vários elementos da bandeira do Tibete e contém diversos símbolos budistas. Os elementos base são o sol e a lua sobre os Himalaias, que representam a nação do Tibete, conhecida como a Terra das Montanhas Nevadas. Nos sopés das montanhas encontra-se um par de leões das neves. Segura entre os dois leões está a Dharmachakra, representativa do Nobre Caminho Óctuplo do Budismo. No interior da roda, as três jóias coloridas representam a práticas das 10 virtudes exaltadas e os 16 modos de conduta.
É o emblema oficial do governo no exílio da Administração Central Tibetana, com sede em Dharamsala na Índia. Como símbolo do movimento tibetano de independência, está possivelmente banido na República Popular da China, incluindo a Região Autónoma do Tibete, que corresponde à antiga área controlada pelo governo tibetano em Lassa, bem como outras áreas no grande Tibete. É frequentemente visto imprimido a preto-e-branco e em variantes budistas de carmesim-e-branco.